# Jeux panarabes
Les Jeux panarabes sont une compétition multisports organisée par l'Union des comités nationaux olympiques arabes. Les premiers jeux ont eu lieu à Alexandrie en 1953. Les jeux ont lieu tous les quatre ans, les femmes y participent depuis 1985. Les derniers jeux ont lieu en Algérie en 2023.

## Histoire
En 1947, Abdul Rahman Hassan Azzam, secrétaire général de la Ligue arabe récemment créée, soumet à l'organisation un memorandum dans lequel il propose l'organisation de compétitions multi-sportives annuelles organisées dans les membres des différents pays arabes et ouvertes aux meilleurs sportifs de ces pays. Il argumente en faveur de sa proposition en soulignant qu'elle permettrait de renforcer les liens entre les pays arabes et correspondrait donc à l'un des buts de la Ligue arabe tel qu'énoncé dans l'Article 2 de la charte de l'organisation.
La proposition n'est d'abord pas suivie d'effet, mais refait surface en 1953 lorsque la création de Jeux arabes est officiellement présentée au Conseil de la Ligue, qui l'approuve. L'organisation de la première édition est confiée à l'Égypte, qui reçoit une subvention à cet effet. La ville-hôte choisie est Alexandrie. Il est également décidé qu'une conférence spéciale de la Ligue aurait lieu pendant la première édition afin de décider de l'attribution des hôtes des éditions suivantes. L'objectif de cette première édition en 1953 est notamment de célébrer le premier anniversaire de la libération de l'Égypte. À noter que l'Algérie, le Maroc et la Tunisie, bien que faisant partie de l'empire colonial français, ont été invités mais n'auraient pas participé.
Si les trois tournois suivants respectent le délai prévu de quatre ans, la quatrième édition est suivie d'un long hiatus de 11 ans qui voit plusieurs pays organisateurs renoncer successivement en raison de l'instabilité politique et militaire récurrente dans le monde arabe. Pour les mêmes raisons, auxquelles s'ajoutent parfois des difficultés financières, les éditions suivantes sont organisées avec une périodicité irrégulière. Le principe même de Jeux pan-arabes n'est cependant jamais réellement remis en cause, ceux-ci se tenant à huit reprises entre 1976 et 2011.
Beyrouth, au Liban, est désignée en 2011 pour accueillir les Jeux panarabes de 2015. Mais en raison de la situation tendue dans le Moyen-Orient, notamment la guerre civile syrienne, le Liban a été contraint de renoncer en mai 2014 et c'est alors le Maroc, le second pays candidat, qui est désigné pays hôte par l'UANOC. Mais le Maroc renonce à son tour en octobre 2014. En mars 2015, l'Égypte s'est alors proposée pour les organiser en décembre, mais l'édition 2015 est finalement annulée.
De même, l'Irak avait été désigné dès février 2011 pays-hôte des Jeux panarabes de 2019, mais cette édition n'est finalement pas organisée non plus et il faut ainsi attendre douze ans et les Jeux panarabes de 2023, organisés en Algérie, pour que la compétition soit à nouveau disputée.

## Éditions

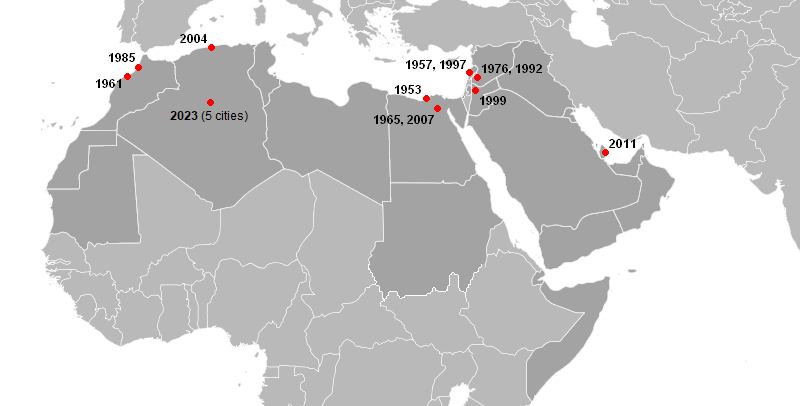
Villes organisatrices jusqu'en 2023.

| Édition             | Année | Ville organisatrice |
| ------------------- | ----- | ------------------- |
| 1ers Jeux panarabes | 1953  | Alexandrie, Égypte  |
| 2e Jeux panarabes   | 1957  | Beyrouth, Liban     |
| 3e Jeux panarabes   | 1961  | Casablanca, Maroc   |
| 4e Jeux panarabes   | 1965  | Le Caire, Égypte    |
| 5e Jeux panarabes   | 1976  | Damas, Syrie        |
| 6e Jeux panarabes   | 1985  | Rabat, Maroc        |
| 7e Jeux panarabes   | 1992  | Damas, Syrie        |
| 8e Jeux panarabes   | 1997  | Beyrouth, Liban     |
| 9e Jeux panarabes   | 1999  | Amman, Jordanie     |
| 10e Jeux panarabes  | 2004  | Alger, Algérie      |
| 11e Jeux panarabes  | 2007  | Le Caire, Égypte    |
| 12e Jeux panarabes  | 2011  | Doha, Qatar         |
| 13e Jeux panarabes  | 2015  | annulé              |
| 13e Jeux panarabes  | 2023  | Algérie (5 villes)  |

## Table des médailles
| No | Pays                  | Médaille d'or | Médaille d'argent | Médaille de bronze | Total |
| -- | --------------------- | ------------- | ----------------- | ------------------ | ----- |
| 1  | Égypte                | 633           | 429               | 375                | 1437  |
| 2  | Algérie               | 860           | 381               | 393                | 1134  |
| 3  | Tunisie               | 303           | 273               | 346                | 922   |
| 4  | Maroc                 | 300           | 275               | 301                | 876   |
| 5  | Syrie                 | 243           | 254               | 339                | 836   |
| 6  | République arabe unie | 122           | 74                | 49                 | 245   |
| 7  | Jordanie              | 88            | 140               | 207                | 435   |
| 8  | Irak                  | 87            | 141               | 204                | 432   |
| 9  | Qatar                 | 86            | 80                | 112                | 278   |
| 10 | Liban                 | 82            | 122               | 189                | 393   |
| 11 | Arabie saoudite       | 76            | 106               | 154                | 336   |
| 12 | Bahreïn               | 45            | 31                | 58                 | 134   |
| 13 | Koweït                | 40            | 65                | 123                | 228   |
| 14 | Émirats arabes unis   | 34            | 41                | 65                 | 140   |
| 15 | Soudan                | 24            | 42                | 37                 | 103   |
| 16 | Libye                 | 23            | 42                | 57                 | 122   |
| 17 | Oman                  | 19            | 18                | 27                 | 64    |
| 18 | Palestine             | 8             | 23                | 70                 | 101   |
| 19 | Yémen                 | 7             | 10                | 21                 | 38    |
| 20 | Djibouti              | 1             | 2                 | 1                  | 4     |
| 21 | Yémen du Nord         | 1             | 0                 | 1                  | 2     |
| 22 | Somalie               | 0             | 4                 | 1                  | 5     |
| 23 | Yémen du Sud          | 0             | 0                 | 1                  | 1     |
| 24 | Comores               | 0             | 0                 | 0                  | 0     |
| 24 | Mauritanie            | 0             | 0                 | 0                  | 0     |